# Freden i Stettin
Freden i Stettin afsluttede Den Nordiske Syvårskrig (1563-1570) 13. december 1570. Freden mellem Sverige og Danmark-Norge kom som resultat af et fredsmøde i Stettin (nu en havneby i Polen), som blev arrangeret på den tysk-romerske kejser Maximilian 2.s initiativ 15. juli samme år.
Ved krigens begyndelse regerede Erik 14. i Sverige, og Danmark-Norges regent var Frederik 2.. Der havde tidligere været mæglet mellem landene af blandt andre den danske enkedronning, hertugen af Pommern, det franske sendebud i Danmark Charles Dançay og de tysk-romerske kejsere Ferdinand 1. og senere Maximilian 2.
Et senere forsøg på at nå frem til en fredsaftale blev gjort af den svenske hertug Johan (senere Johan 3.) i 1568 samtidig med oprøret mod Erik. Der blev undertegnet en fredsaftale mellem de stridende parter, men den blev senere forkastet af svenskerne på grund af for hårde vilkår.
I juli 1570 lykkedes det Maximilian 2. at samle parterne til en fredskongres i Stettin. Delegationerne fra Sverige og Danmark-Norge bestod hver af fire forhandlere, og derudover havde Bremen og Lübeck delegater til stede. Hovedmægleren var Charles Dançay, ellers kom mæglerne fra den tysk-romerske kejser, kurfyrsten af Sachsen, kongen af Frankrig samt Polen.

## Fredsvilkårene
- Den danske konge skal afstå fra alle krav til Sverige
- Sverige skal afstå fra alle krav til Norge, Skåne, Halland, Blekinge, Gotland, Jämtland og Herjedalen. Sveriges kirkelige myndighed fra Linköping over Gotland og fra Uppsala over Jämtland skal ophøre.
- Sverige skal returnere de otte erobrede skibe Jægeren, Herkules, Løven, David, Hektor, Hjorten, Morian og Bjørnen til Danmark.
- Danmark skal returnere et erobret skib til Sverige.
- Sverige skal betale en løsesum på 150.000 daler for Elfsborg fæstning. Halvparten skal betales i juni 1571, nogle uger efter tilbageleveringen af fæstningen. Resten skal betales i to rater i løbet af to år fra den første betaling.
- Begge kongerne skal indtil videre kunne bruge rigsvåbenet “Tre Kronor”.
- Parterne skal selv forsøge at løse konflikten om rigsvåbenet inden 1. januar 1572.
- Hvis rigsvåbenspørgsmålet ikke er løst inden denne dato, skal sagen pådømmes af en domstol ved Rostocks magistrat og universitet.
- De svenske besiddelser i Estland bliver len under den tyske kejser. Hvis den tyske kejser vil hjemkalde disse len fra Sverige, skal kejseren betale erstatning for Sveriges omkostninger.
- Narva-handelen skal være fri for såvel danskere som lübeckere, til gengæld skal svenske skibe have passage i Øresund uden at betale told.
- Lübeck skal modtage 75.000 daler og får sine privilegier i Sverige tilbage, men uden eneret på handelen.

Frederik 2. godkendte fredsaftalen 25. januar 1571. Sveriges isolerede stilling og faren for, at Rusland skulle blive indblandet i krigen, fik også svenskerne til at godtage de hårde vilkår. Egentlig var der ingen vinder af krigen – begge lande blev tabere i den forstand, at de var blevet meget fattigere. Vilkårene om, at den tyske kejser skulle overtage svenske besidelser i Estland, blev ikke fulgt, og lübeckerne modtog aldrig den aftalte pengesum.